# كرسول مارنيري
كرسول مارنيري (الاسم العلمي:Crassula marnieriana) هو نوع نباتي يتبع جنس الكرسول من فصيلة الكرسولية.